# Pfarrkirche Hartmannsdorf

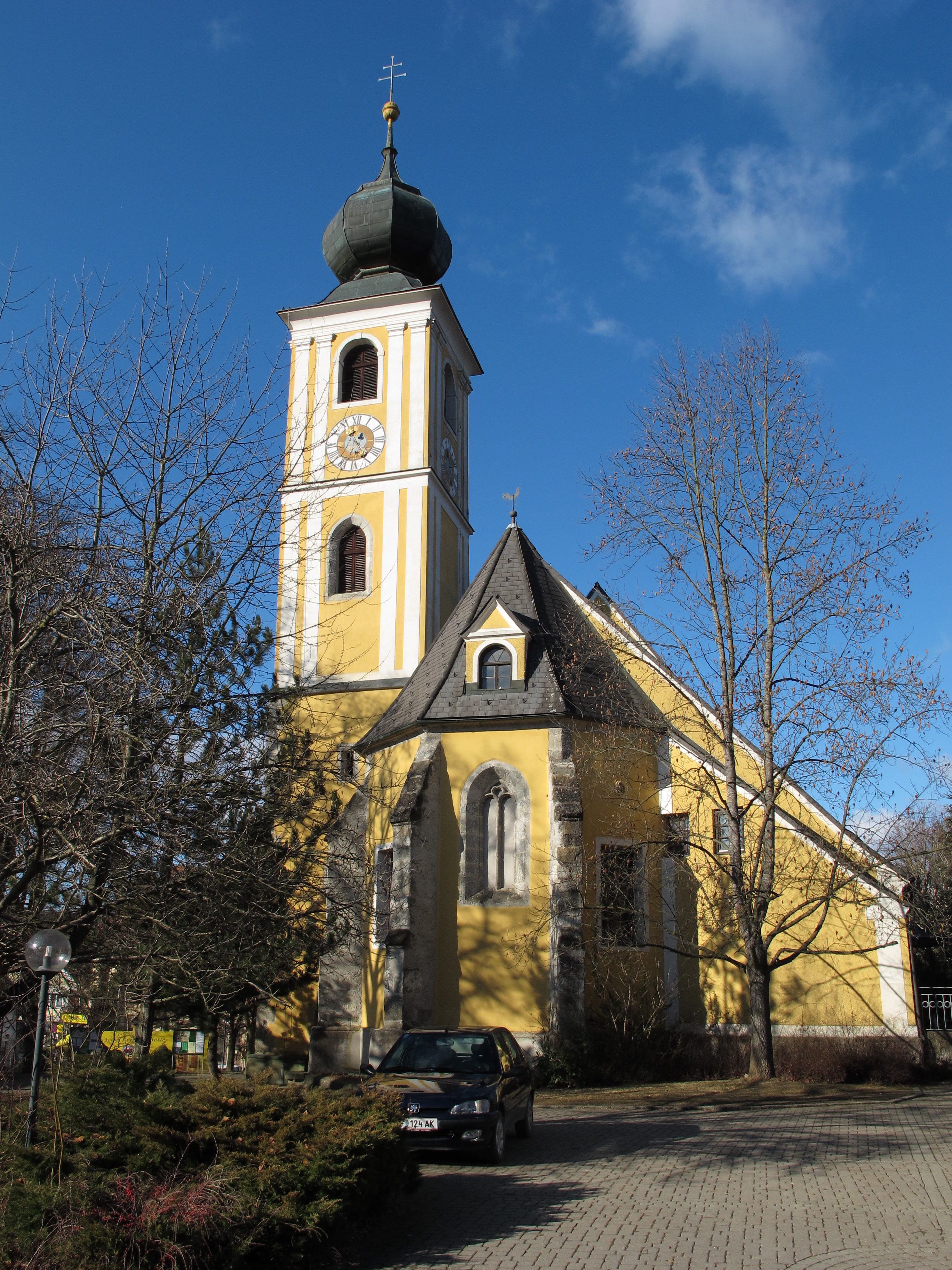
Pfarrkirche hl. Radegundis

Die römisch-katholische Pfarrkirche Hartmannsdorf steht im Ort Hartmannsdorf in der Marktgemeinde Markt Hartmannsdorf in der Steiermark. Die Pfarrkirche hl. Radegundis gehört zum Dekanat Gleisdorf in der Diözese Graz-Seckau. Die Kirche steht unter Denkmalschutz.

## Geschichte
Die Kirche wurde 1232 urkundlich genannt. Um 1727 war ein Umbau. 1979 war eine Gesamtrestaurierung.

## Architektur
Die südliche Langhausmauer ist spätgotisch. Beim Umbau 1727 wurde das vierjochige Langhaus etwas verbreitert und mit Kreuzgratgewölben auf Wandpfeilern überwölbt. Der dreiachsige Orgelchor steht auf Säulen und hat eine Brüstung mit einer Positivorgel. Am vierten Joch wurden zwei schmale Kapellen angebaut. Die nördliche Kapelle hat eine Erweiterung nach Westen. Der spätgotische zweijochige Chor mit einem Fünfachtelschluss unter einem Platzlgewölbe hat abgetreppte Strebepfeiler. Vom alten Gewölbe wurde ein Schlussstein mit der Jahresangabe 1550 außen eingemauert. Nördlich des Chores ist eine Sakristei mit Emporen angebaut. Südseitig im Chor ist eine Sakramentsnische und das Turmportal. Der untere Teil des quadratischen Südturmes ist spätgotisch. Der obere Teil des Turmes hat barock gegliederte Obergeschoße und eine Zwiebelhaube. Die Fensterverglasungen sind aus dem vierten Viertel des 19. Jahrhunderts.
Die Kirche zeigt außen einige Grabsteine aus dem 19. Jahrhundert.

## Ausstattung

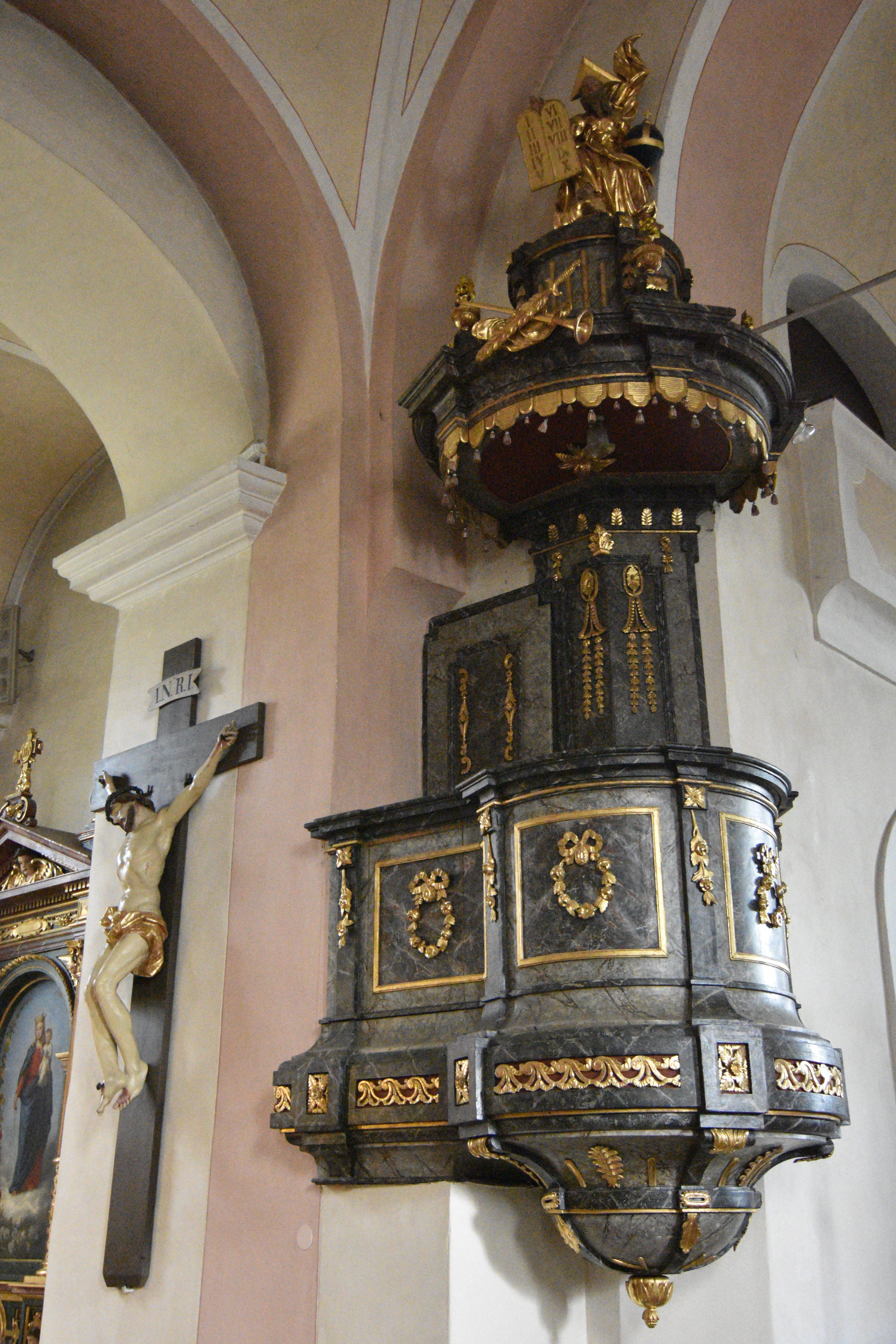
Die Kanzel vom 19. Jahrhundert

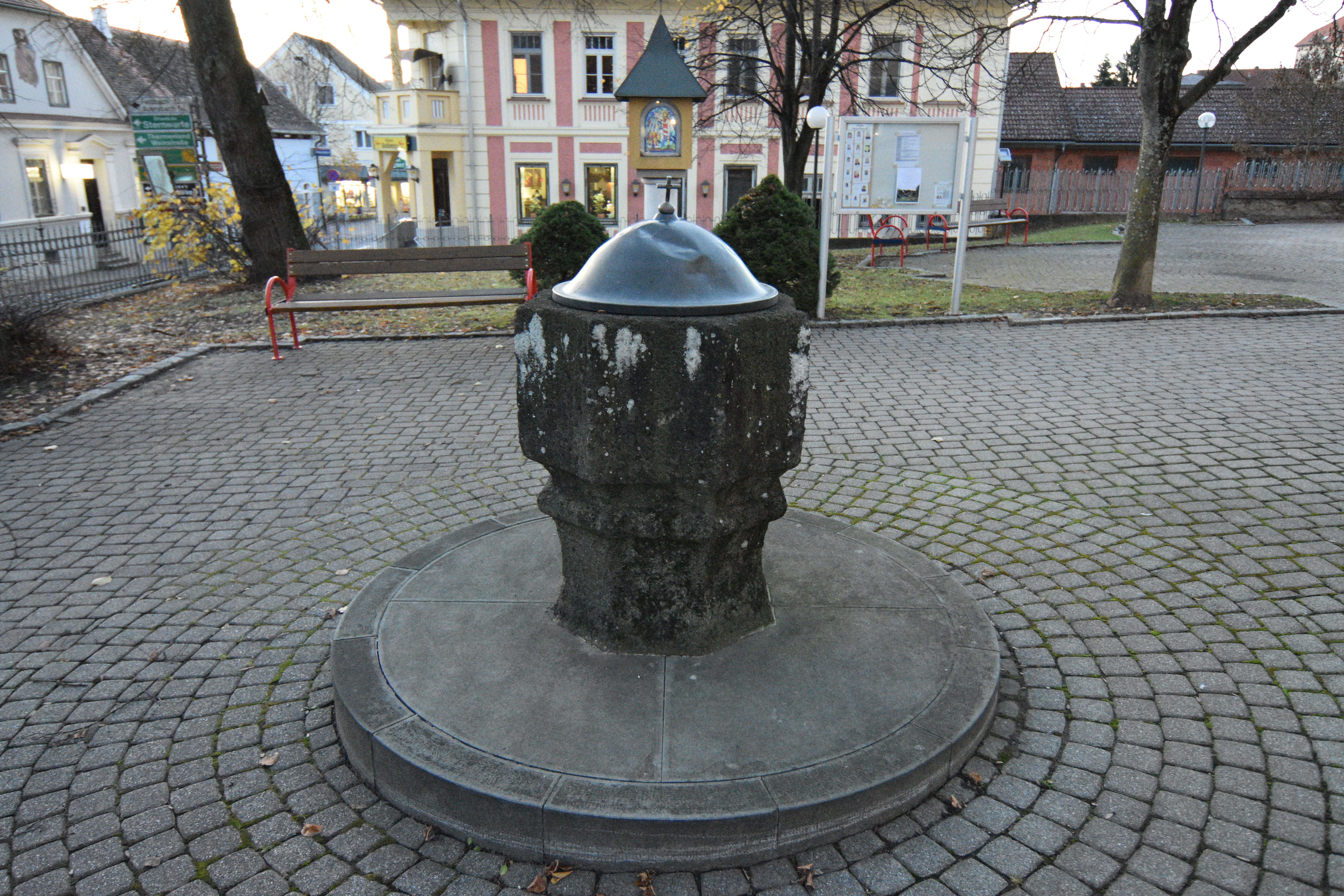
Das Taufbecken vor der Kirche

Der Hochaltar aus 1885 trägt die spätbarocken Figuren Petrus und Paulus vom alten Hochaltar. Die Seitenaltäre aus dem Ende des 19. Jahrhunderts zeigen Bilder der Malerin Lina Frast-Schwach. Die Kanzel und ein Ovalbild hl. Blasius sind aus dem vierten Viertel des 19. Jahrhunderts. Die volkstümlichen Kreuzwegbilder entstanden um 1800. Die Weihwasserschale in der nördlichen Kapelle ist mit 1867 bezeichnet.
Die Orgel baute Albert Mauracher (1901).